# میشل اسکوتت
میشل اسکوتت (انگلیسی: Michelle Scutt؛ زادهٔ ۱۷ june ۱۹۶۰ (۶۴ سال)) ورزشکار دو و میدانی اهل بریتانیا است.
وی در مسابقات کشوری و بین‌المللی در مجموع برندهٔ ۱ مدال نقره، ۱ مدال برنز شده‌است.